# Rav van den Berg
Rav van den Berg (Zwolle, 7 luglio 2004) è un calciatore olandese, difensore del Colonia.

## Biografia
È fratello minore di Sepp van den Berg, anch'egli calciatore professionista.

## Carriera

### Club
Cresciuto nel settore giovanile del PEC Zwolle, debutta in prima squadra il 1º maggio 2021 in occasione del match di Eredivisie perso 2-1 contro il Vitesse.
Il 6 luglio 2023 si trasferisce al Middlesbrough firmando un contratto quadriennale.
Il 13 agosto 2025 si trasferisce al Colonia,firmando un contratto valido fino al 2030.

### Nazionale
Ha giocato nelle nazionali giovanili olandesi Under-15, Under-16, Under-18, Under-19 ed Under-20.

## Statistiche
Statistiche aggiornate al 21 novembre 2021.

### Presenze e reti nei club
| Stagione        | Squadra         | Campionato      | Campionato | Campionato | Coppe nazionali | Coppe nazionali | Coppe nazionali | Coppe continentali | Coppe continentali | Coppe continentali | Altre coppe | Altre coppe | Altre coppe | Totale | Totale | Totale |
| Stagione        | Squadra         | Comp            | Pres       | Reti       | Comp            | Pres            | Reti            | Comp               | Pres               | Reti               | Comp        | Pres        | Reti        | Pres   | Reti   |        |
| --------------- | --------------- | --------------- | ---------- | ---------- | --------------- | --------------- | --------------- | ------------------ | ------------------ | ------------------ | ----------- | ----------- | ----------- | ------ | ------ | ------ |
| 2020-2021       | PEC Zwolle      | ED              | 1          | 0          | CO              | 0               | 0               |                    | -                  | -                  |             | -           | -           | 1      | 0      |        |
| 2021-2022       | PEC Zwolle      | ED              | 4          | 0          | CO              | 1               | 0               |                    | -                  | -                  |             | -           | -           | 5      | 0      |        |
| Totale carriera | Totale carriera | Totale carriera | 5          | 0          |                 | 1               | 0               |                    | -                  | -                  |             | -           | -           | 6      | 0      |        |